# Casting Crowns/Diskografie
Diese Diskografie ist eine Übersicht über die musikalischen Werke der US-amerikanischen christlichen Rockband Casting Crowns. Den Schallplattenauszeichnungen zufolge hat sie bisher mehr als 19,3 Millionen Tonträger verkauft. Ihre erfolgreichste Veröffentlichung ist das Album Casting Crowns mit über zwei Millionen verkauften Einheiten.

## Alben

### Studioalben
| Jahr | Titel                       | Höchstplatzierung, Gesamtwochen, AuszeichnungChartplatzierungen (Jahr, Titel, Platzierungen, Wochen, Auszeichnungen, Anmerkungen) | Höchstplatzierung, Gesamtwochen, AuszeichnungChartplatzierungen (Jahr, Titel, Platzierungen, Wochen, Auszeichnungen, Anmerkungen) | Höchstplatzierung, Gesamtwochen, AuszeichnungChartplatzierungen (Jahr, Titel, Platzierungen, Wochen, Auszeichnungen, Anmerkungen) | Anmerkungen                                                    |
| Jahr | Titel                       | CH | US | Christ | Anmerkungen                                                    |
| ---- | --------------------------- | --- | --- | --- | -------------------------------------------------------------- |
| 2003 | Casting Crowns              | — | US59 ×2Doppelplatin · (90 Wo.)US                                                                                                  | Christ2 (132 Wo.)Christ | Erstveröffentlichung: 30. September 2003 Verkäufe: + 2.000.000 |
| 2005 | Lifesong                    | — | US9 Platin · (75 Wo.)US | Christ1 (104 Wo.)Christ | Erstveröffentlichung: 30. August 2005 Verkäufe: + 1.000.000    |
| 2007 | The Altar and the Door      | — | US2 Platin · (91 Wo.)US | Christ1 (78 Wo.)Christ | Erstveröffentlichung: 28. August 2007 Verkäufe: + 1.000.000    |
| 2009 | Until the Whole World Hears | — | US4 Platin · (69 Wo.)US | Christ1 (167 Wo.)Christ | Erstveröffentlichung: 17. November 2009 Verkäufe: + 1.000.000  |
| 2011 | Come to the Well            | — | US2 Gold · (83 Wo.)US | Christ1 (78 Wo.)Christ | Erstveröffentlichung: 18. Oktober 2011 Verkäufe: + 500.000     |
| 2014 | Thrive                      | — | US6 Gold · (73 Wo.)US | Christ1 (146 Wo.)Christ | Erstveröffentlichung: 28. Januar 2014 Verkäufe: + 500.000      |
| 2016 | The Very Next Thing         | CH97 (1 Wo.)CH | US9 (14 Wo.)US | Christ1 (138 Wo.)Christ | Erstveröffentlichung: 16. September 2016                       |
| 2018 | Only Jesus                  | — | US42 (5 Wo.)US | Christ2 (255 Wo.)Christ | Erstveröffentlichung: 16. November 2018                        |

Weitere Alben
- 2001: Casting Crowns
- 2002: What If the World Prayed
- 2016: The Acoustic Sessions: Volume One
- 2019: New York Sessions

### Livealben
| Jahr | Titel                       | Höchstplatzierung, Gesamtwochen, AuszeichnungChartplatzierungen (Jahr, Titel, Platzierungen, Wochen, Auszeichnungen, Anmerkungen) | Höchstplatzierung, Gesamtwochen, AuszeichnungChartplatzierungen (Jahr, Titel, Platzierungen, Wochen, Auszeichnungen, Anmerkungen) | Anmerkungen                              |
| Jahr | Titel                       | US | Christ | Anmerkungen                              |
| ---- | --------------------------- | --- | --- | ---------------------------------------- |
| 2004 | Live from Atlanta           | — | Christ16 (18 Wo.)Christ | Erstveröffentlichung: 14. September 2004 |
| 2006 | Lifesong Live               | — | Christ16 (26 Wo.)Christ | Erstveröffentlichung: 3. Oktober 2006    |
| 2008 | The Altar and the Door Live | US114 (4 Wo.)US | Christ6 (27 Wo.)Christ | Erstveröffentlichung: 19. August 2008    |
| 2015 | A Live Worship Experience   | US53 (8 Wo.)US | Christ3 (63 Wo.)Christ | Erstveröffentlichung: 13. November 2015  |

### Kompilationen
| Jahr | Titel                                          | Höchstplatzierung, Gesamtwochen, AuszeichnungChartplatzierungen (Jahr, Titel, Platzierungen, Wochen, Auszeichnungen, Anmerkungen) | Höchstplatzierung, Gesamtwochen, AuszeichnungChartplatzierungen (Jahr, Titel, Platzierungen, Wochen, Auszeichnungen, Anmerkungen) | Anmerkungen                              |
| Jahr | Titel                                          | US | Christ | Anmerkungen                              |
| ---- | ---------------------------------------------- | --- | --- | ---------------------------------------- |
| 2015 | Glorious Day: Hymns of Faith                   | US52 (5 Wo.)US | Christ2 (89 Wo.)Christ | Erstveröffentlichung: 2. März 2015       |
| 2019 | Voice of Truth: Ultimate Hits Collection       | — | Christ4 (262 Wo.)Christ | Erstveröffentlichung: 1. November 2019   |
| 2023 | Lifesongs: A Celebration of the First 20 Years | — | Christ25 (3 Wo.)Christ | Erstveröffentlichung: 29. September 2023 |

Weitere Kompilationen
- 2017: Just Be Held: Casting Crowns Favorites

### EPs
| Jahr | Titel                               | Höchstplatzierung, Gesamtwochen, AuszeichnungChartplatzierungen (Jahr, Titel, Platzierungen, Wochen, Auszeichnungen, Anmerkungen) | Höchstplatzierung, Gesamtwochen, AuszeichnungChartplatzierungen (Jahr, Titel, Platzierungen, Wochen, Auszeichnungen, Anmerkungen) | Anmerkungen                            |
| Jahr | Titel                               | US | Christ | Anmerkungen                            |
| ---- | ----------------------------------- | --- | --- | -------------------------------------- |
| 2010 | Until the Whole World Hears... Live | US162 (1 Wo.)US | Christ9 (30 Wo.)Christ | Erstveröffentlichung: 31. August 2010  |
| 2017 | It’s Finally Christmas              | US180 (2 Wo.)US | Christ4 (18 Wo.)Christ | Erstveröffentlichung: 20. Oktober 2017 |
| 2022 | Healer                              | US76 (2 Wo.)US | Christ1 (92 Wo.)Christ | Erstveröffentlichung: 14. Januar 2022  |

### Weihnachtsalben
| Jahr | Titel          | Höchstplatzierung, Gesamtwochen, AuszeichnungChartplatzierungen (Jahr, Titel, Platzierungen, Wochen, Auszeichnungen, Anmerkungen) | Höchstplatzierung, Gesamtwochen, AuszeichnungChartplatzierungen (Jahr, Titel, Platzierungen, Wochen, Auszeichnungen, Anmerkungen) | Anmerkungen                                                 |
| Jahr | Titel          | US | Christ | Anmerkungen                                                 |
| ---- | -------------- | --- | --- | ----------------------------------------------------------- |
| 2008 | Peace on Earth | US15 Platin · (44 Wo.)US | Christ1 (55 Wo.)Christ | Erstveröffentlichung: 7. Oktober 2008 Verkäufe: + 1.000.000 |

## Singles
| Jahr | Titel Album                                                             | Höchstplatzierung, Gesamtwochen, AuszeichnungChartsChartplatzierungen (Jahr, Titel, Album, Platzierungen, Wochen, Auszeichnungen, Anmerkungen) | Anmerkungen                                               |
| Jahr | Titel Album                                                             | Christ | Anmerkungen                                               |
| --- | ----------------------------------------------------------------------- | --- | --------------------------------------------------------- |
| 2003 | If We Are the Body Casting Crowns                                       | Christ3 Gold · (34 Wo.)Christ | Verkäufe: + 500.000                                       |
| 2004 | Who Am I Casting Crowns                                                 | Christ1 ×2Doppelplatin · (56 Wo.)Christ | Verkäufe: + 2.000.000                                     |
| 2004 | Voice of Truth Casting Crowns                                           | Christ1 Platin · (39 Wo.)Christ | Verkäufe: + 1.000.000                                     |
| 2005 | Lifesong                                                                | Christ1 (35 Wo.)Christ |                                                           |
| 2005 | Away in a Manger –                                                      | Christ7 (5 Wo.)Christ |                                                           |
| 2006 | Praise You in This Storm Lifesong                                       | Christ1 Platin · (41 Wo.)Christ | Verkäufe: + 1.000.000                                     |
| 2006 | Does Anybody Hear Her Lifesong                                          | Christ1 (33 Wo.)Christ |                                                           |
| 2007 | East to West The Altar and the Door                                     | Christ1 Platin · (43 Wo.)Christ | Verkäufe: + 1.000.000                                     |
| 2007 | Every Man The Altar and the Door                                        | Christ2 (22 Wo.)Christ |                                                           |
| 2008 | Slow Fade The Altar and the Door                                        | Christ5 Gold · (29 Wo.)Christ | Verkäufe: + 500.000                                       |
| 2009 | Until the Whole World Hears                                             | Christ1 (41 Wo.)Christ |                                                           |
| 2010 | If We’ve Ever Needed You Until the Whole World Hears                    | Christ5 (34 Wo.)Christ |                                                           |
| 2011 | Glorious Day (Living He Loved Me) Until the Whole World Hears           | Christ1 Platin · (38 Wo.)Christ | Verkäufe: + 1.000.000                                     |
| 2011 | Courageous Come to the Well                                             | Christ1 Gold · (27 Wo.)Christ | Verkäufe: + 500.000                                       |
| 2012 | Jesus, Friend of Sinners Come to the Well                               | Christ6 (33 Wo.)Christ |                                                           |
| 2012 | Already There Come to the Well                                          | Christ12 (26 Wo.)Christ |                                                           |
| 2013 | All You’ve Ever Wanted Thrive                                           | Christ3 (26 Wo.)Christ |                                                           |
| 2014 | Thrive                                                                  | Christ6 Gold · (34 Wo.)Christ | Verkäufe: + 500.000                                       |
| 2014 | Broken Together Thrive                                                  | Christ8 Gold · (26 Wo.)Christ | Verkäufe: + 500.000                                       |
| 2015 | Just Be Held Thrive                                                     | Christ3 Platin · (43 Wo.)Christ | Verkäufe: + 1.000.000                                     |
| 2016 | One Step Away The Very Next Thing                                       | Christ7 (28 Wo.)Christ | Erstveröffentlichung: 1. Juli 2016                        |
| 2017 | Oh My Soul The Very Next Thing                                          | Christ4 Gold · (37 Wo.)Christ | Verkäufe: + 500.000                                       |
| 2017 | God of All My Days The Very Next Thing                                  | Christ8 (27 Wo.)Christ | Erstveröffentlichung: 29. Dezember 2017                   |
| 2018 | Only Jesus                                                              | Christ3 Gold · (40 Wo.)Christ | Erstveröffentlichung: 10. August 2018 Verkäufe: + 500.000 |
| 2019 | Nobody Only Jesus                                                       | Christ3 Platin · (50 Wo.)Christ | feat. Matthew West Verkäufe: + 1.000.000                  |
| 2020 | Love Moved First Only Jesus                                             | Christ15 (26 Wo.)Christ |                                                           |
| 2020 | Start Right Here Only Jesus                                             | Christ4 (27 Wo.)Christ | Erstveröffentlichung: 24. Juli 2020                       |
| 2021 | Scars in Heaven Healer                                                  | Christ3 Gold · (34 Wo.)Christ | Erstveröffentlichung: 4. Juni 2021 Verkäufe: + 500.000    |
| 2021 | The Power of the Cross Healer                                           | Christ38 (1 Wo.)Christ | Erstveröffentlichung: 22. Oktober 2021                    |
| 2021 | Healer                                                                  | Christ43 (4 Wo.)Christ | Erstveröffentlichung: 3. Dezember 2021                    |
| 2022 | No Hurt Healer (Deluxe)                                                 | Christ45 (8 Wo.)Christ | Erstveröffentlichung: 5. August 2022                      |
| 2023 | Desert Road Healer (Deluxe)                                             | Christ18 (26 Wo.)Christ | Erstveröffentlichung: 6. Januar 2023 mit Cain             |
| 2023 | All Because of Mercy Lifesongs: A Celebration of the First 20 Years     | Christ11 (27 Wo.)Christ | Erstveröffentlichung: 4. August 2023                      |
| Folgende Lieder erschienen nicht als Single, wurden aber durch das Album zum Download und Streaming bereitgestellt und konnten somit eine Platzierung erlangen: |                                                                         | |                                                           |
| |                                                                         | |                                                           |
| 2008 | I Heard the Bells on Christmas Day Peace on Earth                       | Christ3 (4 Wo.)Christ |                                                           |
| 2008 | While You Were Sleeping Peace on Earth                                  | Christ8 (4 Wo.)Christ |                                                           |
| 2009 | Joy to the World Peace on Earth                                         | Christ22 (2 Wo.)Christ |                                                           |
| 2010 | To Know You Until the Whole World Hears                                 | Christ27 (23 Wo.)Christ |                                                           |
| 2010 | Joyful, Joyful Until the Whole World Hears                              | Christ3 (5 Wo.)Christ |                                                           |
| 2012 | Just Another Birthday Come to the Well                                  | Christ21 (6 Wo.)Christ |                                                           |
| 2014 | This Is Now Thrive                                                      | Christ15 (3 Wo.)Christ |                                                           |
| 2015 | Great Are You Lord A Live Worship Experience                            | Christ46 (3 Wo.)Christ |                                                           |
| 2016 | The Very Next Thing                                                     | Christ31 (1 Wo.)Christ |                                                           |
| 2017 | Gloria / Angels We Have Heard on High It’s Finally Christmas            | Christ25 (5 Wo.)Christ |                                                           |
| 2017 | It’s Finally Christmas                                                  | Christ29 (3 Wo.)Christ |                                                           |
| 2018 | Somewhere in Your Silent Night It’s Finally Christmas                   | Christ37 (5 Wo.)Christ |                                                           |
| 2022 | Crazy People Healer                                                     | Christ38 (15 Wo.)Christ |                                                           |
| 2022 | Jesus at a Distance Healer (Deluxe)                                     | Christ19 (22 Wo.)Christ |                                                           |
| 2023 | Praise You In This Storm Lifesongs: A Celebration of the First 20 Years | Christ42 (1 Wo.)Christ | feat. Phil Wickham                                        |

Weitere Singles
- 2006: Set Me Free

## Videoalben
- 2004: Live from Atlanta (US: Platin)
- 2006: Lifesong Live (US: Platin)
- 2008: The Altar and the Door Live (US: Gold)
- 2010: Until the Whole World Hears... Live (US: Gold)

## Statistik

### Chartauswertung
|                     | CH    | US     | Christ         |
| ------------------- | ----- | ------ | -------------- |
| Nummer-eins-Alben   | CH—CH | US—US  | Christ8Christ  |
| Top-10-Alben        | CH—CH | US6US  | Christ17Christ |
| Alben in den Charts | CH1CH | US16US | Christ19Christ |

|                       | Christ         |
| --------------------- | -------------- |
| Nummer-eins-Singles   | Christ9Christ  |
| Top-10-Singles        | Christ29Christ |
| Singles in den Charts | Christ46Christ |

### Auszeichnungen für Musikverkäufe
Anmerkung: Auszeichnungen in Ländern aus den Charttabellen bzw. Chartboxen sind in ebendiesen zu finden.
| Land/RegionAuszeichnungen für Musikverkäufe (Land/Region, Auszeichnungen, Verkäufe, Quellen) | Gold       | Platin       | Verkäufe   | Quellen  |
| -------------------------------------------------------------------------------------------- | ---------- | ------------ | ---------- | -------- |
| Vereinigte Staaten (RIAA)                                                                    | 12× Gold12 | 16× Platin16 | 19.300.000 | riaa.com |
| Insgesamt                                                                                    | 12× Gold12 | 16× Platin16 |            |          |